# Guntars Krasts
Guntars Krasts, né le 16 octobre 1957 à Riga, est un homme d'État letton membre de l'Association lettonne des régions (LRA).

## Biographie

### Au gouvernement
Il est nommé ministre des Affaires économiques le 21 décembre 1995, puis devient Premier ministre le 7 août 1997, à 39 ans. Il gouverne alors avec une coalition de six partis, rassemblant Pour la patrie et la liberté (TB/LNNK, dont il fait partie), le Parti démocrate « Saimnieks » (DPS), la Voie lettonne (LC), le Parti chrétien populaire (KTP), l'Union des paysans de Lettonie (LZS) et le Parti vert de Lettonie (LZP).

### Député letton puis européen
Élu pour la première fois député à la Saeima au cours des élections du 3 octobre 1998, il cède le pouvoir au libéral Vilis Krištopāns le 26 novembre et prend le poste vice-Premier ministre chargé des Affaires européennes. Il quitte l'exécutif dès le 16 juillet 1999, à la faveur du retour au pouvoir d'Andris Šķēle.
Lorsque la Lettonie adhère à l'Union européenne le 1er mai 2004, il rejoint le Parlement européen. Il y est élu lors des élections européennes du 12 juin 2004, remportées par la TB/LNNK. Membre du groupe de l'Union pour l'Europe des nations (UEN), il abandonne son parti en 2008 et rejoint Libertas.
Il perd son mandat aux élections de 2009. En 2018, il adhère à l'Association lettonne des régions (LRA).